# Sebastião Roque Rabelo Mendes
Sebastião Roque Rabelo Mendes (* 9. Oktober 1929 in Itapecerica; † 11. März 2020 in Belo Horizonte) war ein brasilianischer Geistlicher und römisch-katholischer Weihbischof in Belo Horizonte.

## Leben
Sebastião Roque Rabelo Mendes, Sohn aus der Ehe des Komponisten Cesário Mendes de Cerqueira und Maria Raymunda Rabello Mendes, studierte Philosophie und Theologie am Seminar in Belo Horizonte. Am 8. Dezember 1954 empfing er in der Kirche Nossa Senhora das Dores im Stadtteil Floresta durch Erzbischof Antônio dos Santos Cabral die Priesterweihe. Er war 1955 und 1956 zunächst Vikar der örtlichen Genossenschaft, dann von 1956 bis 1960 Spiritual von Juventude Escolar Católica sowie Kaplan der Feuerwehr, des Sanatoriums in Belo Horizonte und des Santa-Maria-Minas-College sowie später Pfarrer von Sagrada Família, einem Stadtteil der oberen Mittelklasse in der Stadt Belo Horizonte. 1969 ging er nach Rom, wo er an der Päpstlichen Lateranuniversität Theologie und Pastoral sowie 1971 die Heilige Schrift in Jerusalem studierte. 1972 kehrte er nach Brasilien zurück und übernahm die Pfarrei Senhor Bom Jesus do Horto.
Papst Johannes Paul II. ernannte ihn am 5. August 1985 zum Bischof von Leopoldina in der Zona da Mata. Der Erzbischof von Belo Horizonte, João Resende Costa SDB, spendete ihm am 9. November desselben Jahres die Bischofsweihe; Mitkonsekratoren waren Serafím Fernandes de Araújo, Koadjutorerzbischof von Belo Horizonte, und Geraldo Ferreira Reis, Altbischof von Leopoldina. Sein bischöflicher Wahlspruch war Silentio et spe. Von 1987 bis 1989 war Der auch für die Kommission Ministerien und Berufungen des Regionalen Ostens II der Nationalen Bischofskonferenz Brasiliens (CNBB) verantwortlich. Am 10. Mai 1989 nahm der Papst seinen Verzicht auf das Bistum Leopoldina an und ernannte ihn zum Weihbischof in Belo Horizonte sowie zum Titularbischof von Ploaghe. Am 15. Dezember 2004 nahm Papst Johannes Paul II. seinen altersbedingten Rücktritt an. 
Seit 2004 lebte er in seiner Heimatstadt Itapecerica in Minas Gerais. Dom Zicó, wie er auch in der Öffentlichkeit genannt wurde, war Gründer des städtischen Jugendorchesters, des Orquestra Jovem de Itapecerica.